# Jean-François II Pic de la Mirandole
Jean-François II Pic, seigneur de la Mirandole (Giovanni Francesco II Pico della Mirandola), né à Mirandola, province de Modène dans la région de l'Émilie-Romagne  
en 1469 et mort en 1533 dans cette même ville, est un philosophe et écrivain Italien, neveu de Jean Pic de la Mirandole.

## Biographie

Blason des Pic de la Mirandole.

Jean-François II Pic est le fils de Galeotto I Pico et de Bianca Maria d'Este, fille de Nicolas III d'Este.
Il est mort assassiné par son neveu Galeotto II en 1533 avec son dernier fils Alberto, âgé de 14 ans.

## Descendance
Jean-François II Pic de la Mirandole a épousé Giovanna Carafa di Maddaloni, petite-fille du comte Diomede Ier Carafa di Maddaloni. Ils ont huit enfants :
- Giulia
- Paolo (?-1567)
- Beatrice
- Maria
- Giantommaso (?-1567), ambassadeur auprès du pape Clément VII
- Anna
- Cornelia
- Alberto (?-1533)

## Pensée
Jean-François II Pic de la Mirandole combat la culture classique en faveur du christianisme.
En 1496, il écrit une biographie sur son oncle Vita, préface d'un volume qui contenait opera omnia, et reprend certaines de ses doctrines, comme la lutte contre l'astrologie. Adepte de Jérôme Savonarole, il se bat vainement pour son absolution et en écrit la biographie après sa mort.
Il soutient d'un côté la nécessité d'un renouveau de la discipline ecclésiastique et de l'autre l'incompabilité de la philosophie antique avec le catholicisme. Il écrit De reformandis moribus, qu'il envoie au pape Leon X et Examen vanitatis doctrinae gentium et veritatis christianae disciplinae, dans lequel il attaque la philosophie archaïque et enfin La strega (1527), sur la possession démoniaque.
L'Examen n'attaque pas seulement la philosophie archaïque, mais aussi Aristote, Saint Thomas d'Aquin et le thomisme. Sur ces deux penseurs, Pic conteste en effet la confiance que l'on peut avoir dans le savoir et la raison qui permettraient avec la force de l'intelligence d'instruire les ultimes vérités.
À contrario, il partage la doctrine de Nicolas de Cues dans De docta ignorantia (1440). En effet, Pic se méfie des capacités humaines reconnaissant à la raison la seule possibilité d'aboutir à des conclusions arbitraires.
Pic reprend certaines des thèses typiques du scepticisme philosophique de Pyrrhon d'Élis et Sextus Empiricus, en effet il nie la validité du syllogisme et de l'induction, dévalue l'idée de la  causalité. Rien n'est connaissable, tandis que la foi peut se fonder uniquement sur une révélation.

## Œuvres
- De imaginatione (1501)
- De providentia Dei (1508)
- De rerum praenotione (1506-1507)
- De studio divinae et humanae philosophiae (1496)
- Examen vanitatis doctrinae gentium, et ueritatis Christianae disciplinae (1520)
- Ioannis Pici Mirandulae Vita (1496)
- Libro detto strega o delle illusioni del demonio (1524)
- Opera Omnia (1573) (réédition 1969, 1972)
- Quaestio de falsitate astrologiae (v. 1510)

## Sources
- (it) Cet article est partiellement ou en totalité issu de l’article de Wikipédia en italien intitulé « Giovanni Francesco II Pico della Mirandola » (voir la liste des auteurs).